# Dirk Vangronsveld
Dirk Vangronsveld (16 augustus 1967) is een voormalig Belgisch voetballer die speelde als verdediger.

## Carrière
Vangronsveld speelde gedurende zijn carrière voor Waterschei SV Thor, KRC Genk, AA Gent waarmee hij Europees voetbal speelde, RWD Molenbeek en KFC Diest.